# バイカロ・レンスキー自然保護区

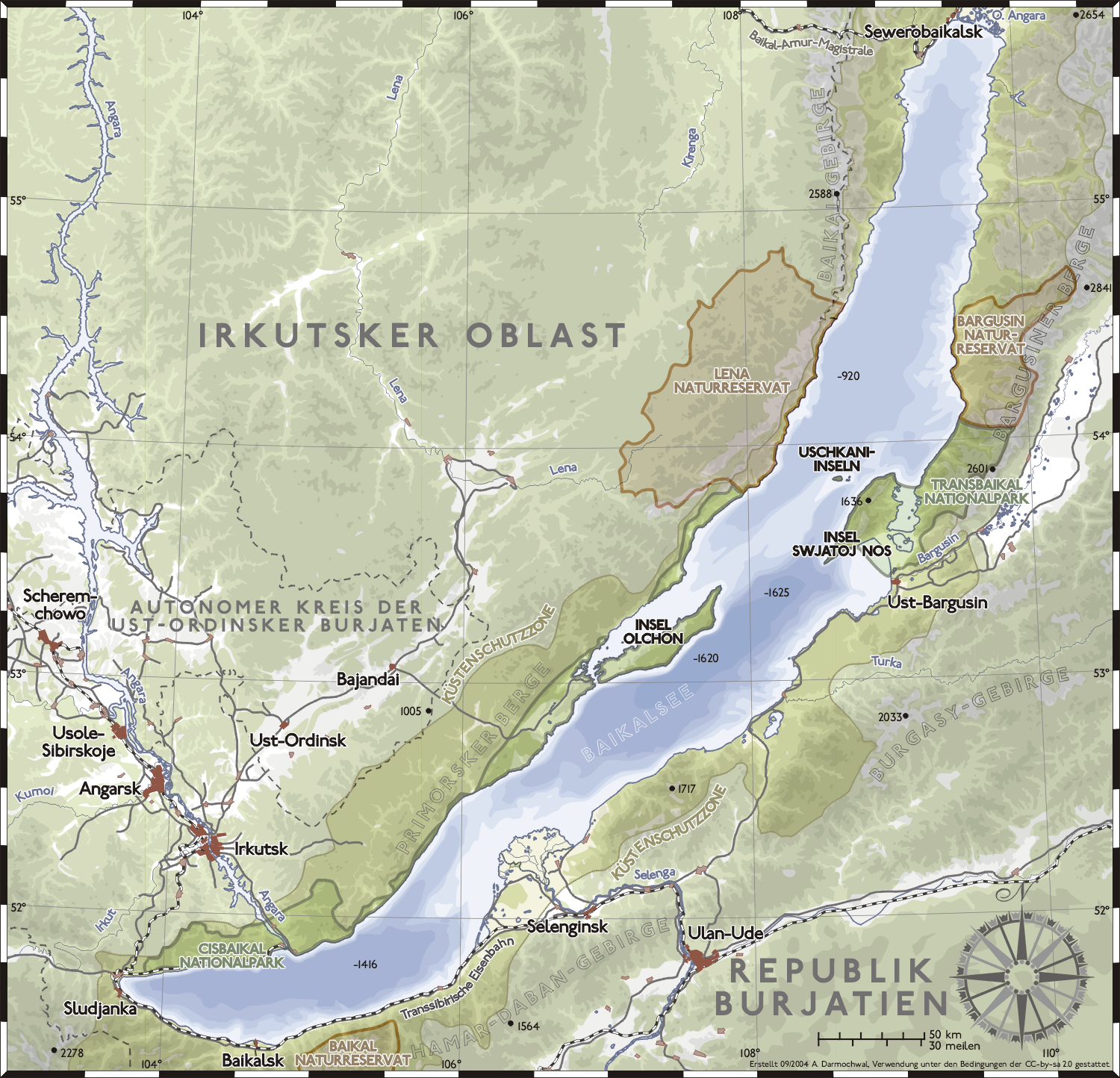
バイカル湖西岸中央のバイカロ・レンスキー自然保護区（ドイツ語でLENA NATURRESERVATと記入されている）

バイカロ・レンスキー自然保護区（バイカロ・レンスキーしぜんほごく、ロシア語: Байкало-Ленский заповедник）はロシア・イルクーツク州にある自然保護区である。「バイカル」はバイカル湖のことで、この湖の西岸のバイカル山脈中にあり、「レンスキー」は「レナ川の」を意味する形容詞で、この保護区内にシベリアの三大河のひとつ、レナ川の源流がある。
この保護区はバイカル湖の西岸を120キロメートルに渡っていて、平均の幅が65キロメートルで、ほぼ長方形をしている。同じく西岸の細長い沿バイカル国立公園からは、すぐ北へと続いている。
1996にはバルグジン自然保護区とバイカル自然保護区と共に、世界文化遺産・自然遺産に登録され、沿バイカル国立公園と共に、世界遺産に登録されている。保護区の管理はすぐ南の沿バイカル国立公園と一緒に行われており、連続して580キロメートルのバイカル湖岸を管理していることになる。
この自然公園を中心に、米国の「アパラチアン・トレイル」を範にした自然遊歩道と宿泊所「大バイカル湖トレイル」（Great Baikal Trail）が数年前からボランティアによって建設されていて、一部利用されている。 

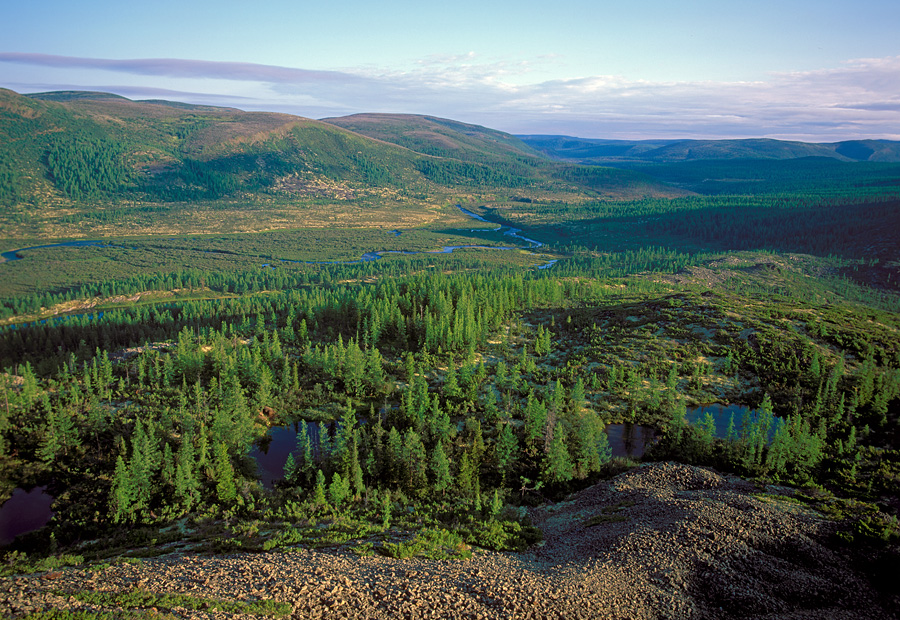
バイカロ・レンスキー自然保護区の景観
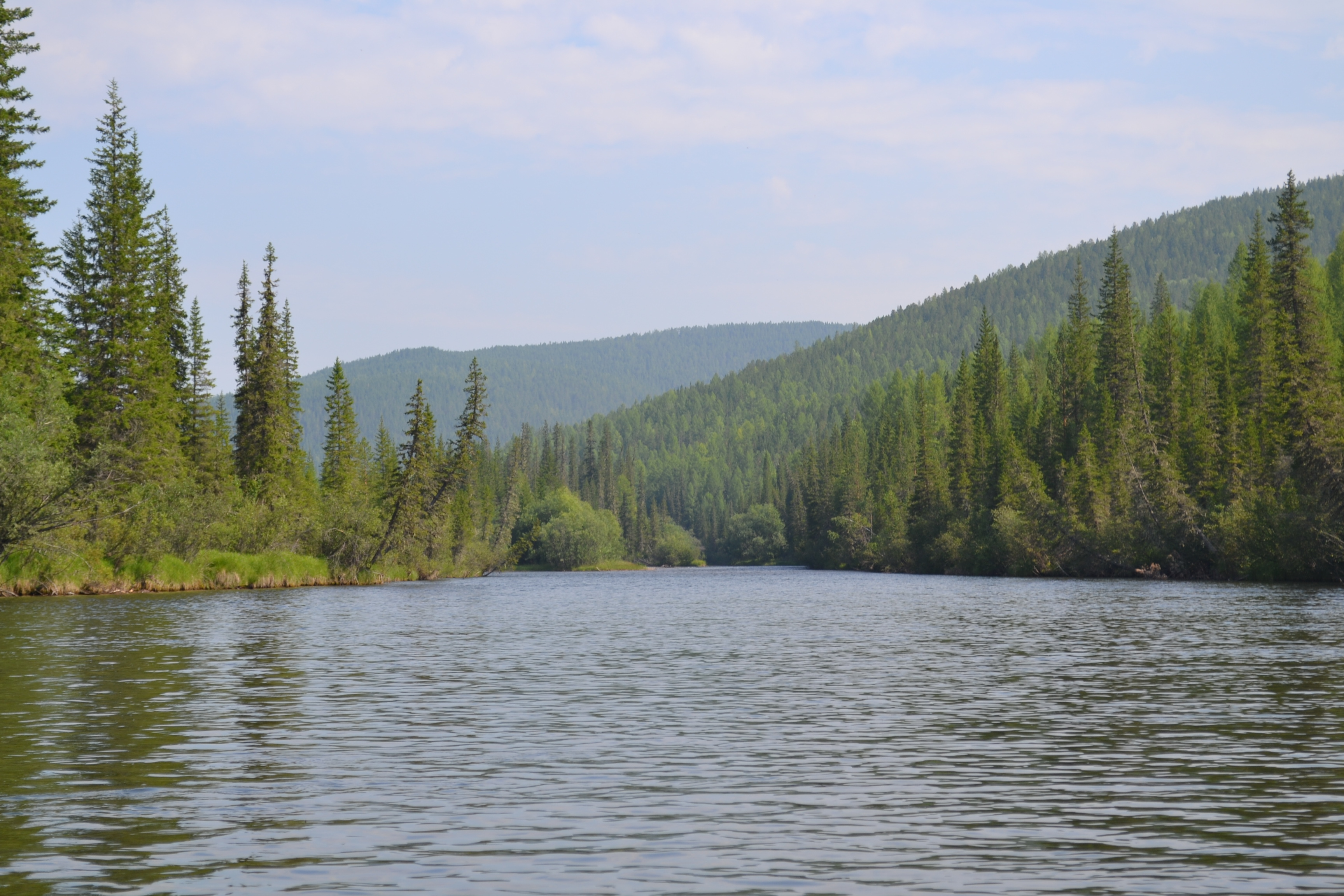
バイカロ・レンスキー自然保護区内のレナ川
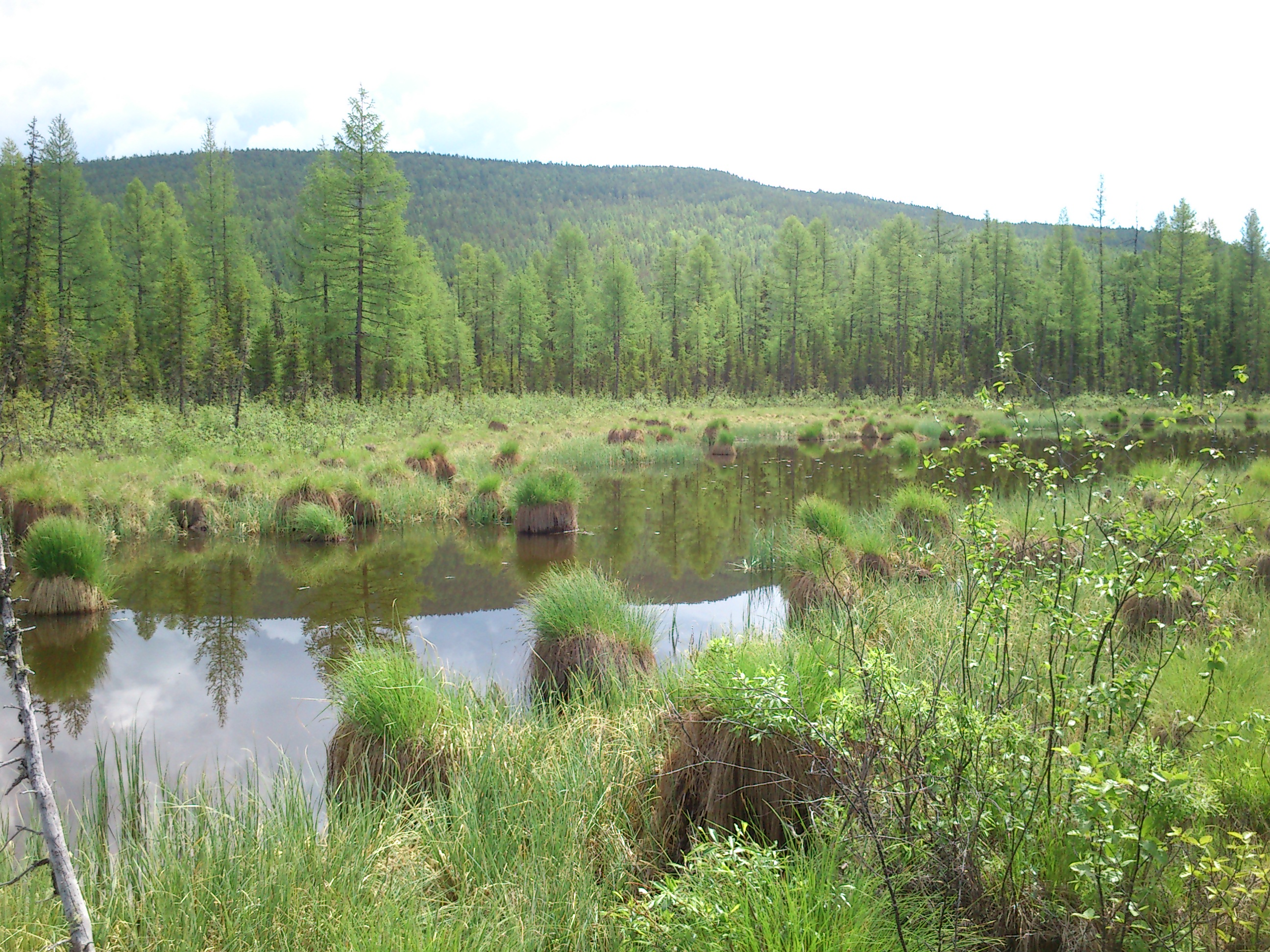
バイカロ・レンスキー自然保護区内の湿地

## 参照項目
- 沿バイカル国立公園
- ロシアの自然保護区一覧 (List of Nature Reserves ("Zapovedniks") in Russia)